# Gonatocerus bashai
Gonatocerus bashai är en stekelart som beskrevs av Zeya 1995. Gonatocerus bashai ingår i släktet Gonatocerus och familjen dvärgsteklar. Inga underarter finns listade i Catalogue of Life.